# كيرلي هاورد
جيروم ليستر هورويتز (22 أكتوبر 1903 - 18 يناير 1952) كوميدي وممثل فودفيل أمريكي معروف أكثر باسم كيرلي هاورد، عرف بكونه عضو في الفريق الكوميدي الهزلي المهرجون الثلاثة، والذي ضم أيضا إخوته الأكبر سنا مو هاورد وشيمب هاورد و الممثل لاري فاين.

## روابط خارجية
- كيرلي هاورد في المهرجون الثلاثة الموقع الرسمي
- كيرلي هاورد على موقع IMDb (الإنجليزية)
- كيرلي هاورد على موقع الموسوعة البريطانية (الإنجليزية)
- كيرلي هاورد على موقع ميوزك برينز (الإنجليزية)
- كيرلي هاورد على موقع تيرنر كلاسيك موفيز (الإنجليزية)
- كيرلي هاورد على موقع قاعدة بيانات برودواي على الإنترنت (الإنجليزية)
- كيرلي هاورد على موقع قاعدة بيانات الأفلام السويدية (السويدية)
- كيرلي هاورد على موقع إن إن دي بي (الإنجليزية)
- كيرلي هاورد على موقع ديسكوغز (الإنجليزية)
- كيرلي هاورد على موقع قاعدة بيانات الفيلم (الإنجليزية)
- "كيرلي هاورد". فايند أغريف. اطلع عليه بتاريخ 2010-08-28.
- Three Stooges Sued by Curly's Widow